# Ipueiras (ort)
Ipueiras är en ort i Brasilien.   Den ligger i delstaten Ceará, i den östra delen av landet, 1 300 km nordost om huvudstaden Brasília. Ipueiras ligger 558 meter över havet och antalet invånare är 17 111.
Terrängen runt Ipueiras är platt, och sluttar västerut. Närmaste större samhälle är Campos Sales, 9,3 km sydost om Ipueiras.
Omgivningarna runt Ipueiras är huvudsakligen savann. Runt Ipueiras är det ganska tätbefolkat, med 93 invånare per kvadratkilometer.